# Пейзаж с тремя купальщицами
«Пейзаж с тремя купальщицами» — российский кинофильм 1995 года режиссёра Валерия Рубинчика.

## Сюжет
Действие фильма происходит на берегу озера где-то между осенью и зимой. Персонажи фильма чем-то напоминают чеховских героев, остро чувствующих дисгармонию окружающей действительности и своего внутреннего мира. Однако они не в состоянии переломить ход событий, что-либо изменить в жизни (По материалам пресс службы фестиваля Кинотавр).
Известный режиссер проводит в провинциальном городке пробы девушек для фильма «Школа гейш». Перед камерой проходят самые разные девицы со своими взглядами и судьбами. У него возникает роман с одной из них — Леной. Но тут у маститого немолодого режиссера появляется соперник — молодой местный фотограф Андрей…

## В ролях
- Ольга Бартенева — Лена
- Регимантас Адомайтис — А.С.
- Виталий Котовицкий — Андрей
- Валерия Арланова — девушка на пробах
- Анна Легчилова — девушка на пробах
- Джулия Нгибана — Лиза Спиридонова
- Вера Петриченко — Юлия Охочанская
- Марианна Рубинчик — Алла
- Елена Внукова — девушка на пробах
- Анжела Кораблёва
- Татьяна Бовкалова

## Съёмочная группа
- Автор сценария: Рубинчик, Валерий Давидович
- Режиссёр-постановщик: Рубинчик, Валерий Давидович
- Продюсеры:
  - Атанесян, Александр Ашотович
  - Ряжский, Григорий Викторович
- Оператор-постановщик: Татьяна Логинова
- Художник-постановщик: Валерий Назаров
- Звукорежиссёр: Чупров, Сергей Адольфович

## Критика
Возможно, это один из самых эстетских фильмов Валерия Рубинчика. … Оператор Татьяна Логинова снимает изумительные по колориту пейзажи. Режиссер откровенно любуется портретами своих персонажей, не боясь продолжительных пауз в действии… Но все-таки вся эта любовная линия выглядит на экране несколько манерно и скучновато. Лучшие эпизоды картины — интервью с девушками, желающими сняться в кино. Каждая из них стремиться получить роль и продемонстрировать лучшее, на что способна… Здесь Валерий Рубинчик демонстрирует свое истинное режиссерское умение. Здесь ощутимо дыхание подлинной, а не вымученной за письменным столом жизни…— Александр Фёдоров

В пространстве «Пейзажа с тремя купальщицами», последней по времени работе Валерия Рубинчика, царит прежняя нелюбовь к жизни, только выраженная на этот раз с гораздо меньшей страстью. Но следы очарованности ощущаются и здесь — особенно в эпизодах кинопроб, где несколько девушек рассказывают о себе, глядя в объектив. Сам режиссер считает фильм продолжением «Культпохода в театр» и «Нелюбви». Видимо, за утверждением о преемственности трех довольно разных фильмов стоит стремление не только создать алиби последнему, сравнительно слабому, но и расставить акценты в собственном творчестве, главной темой которого остается одиночество.— Новейшая история отечественного кино: Р-Я / Александр Голутва, Любовь Аркус. — СПб: Сеанс, 2001 - с. 36